# Turbonilla typica
Turbonilla typica är en snäckart som beskrevs av Dall och Bartsch In Arnold 1903. Turbonilla typica ingår i släktet Turbonilla och familjen Pyramidellidae. Inga underarter finns listade i Catalogue of Life.